# Jean Bérain ojciec
Jean Bérain ojciec (ur. 4 czerwca 1640 w Saint-Mihiel, zm. 24 stycznia 1711 w Paryżu) – francuski malarz, dekorator teatralny, rytownik, projektant ornamentów i mebli.
Syn rusznikarza, pochodził z rodziny rzemieślników specjalizujących się w obróbce żelaza. W 1670 w Galerii Apollina w Luwrze zastosował nowatorskie dekoracje oparte na arabeskach, stworzył nową odmianę dekoracji zwaną berinades. Wątki używane przez Béraina to: satyry, sfinksy, trytony, chimery, gryfy, ale też postaci z commedia dell’arte i opery, muzycy i akrobaci. Wprowadził także do dekoracji motywy Turków i Chińczyków. Projektował dekoracje i kostiumy na różne zabawy i uroczystości dworskie w Wersalu, kostiumy i urządzenia dla opery oraz wzory wyrobów złotniczych, mebli i  tapiserii. Wzory ornamentów opublikowane w  jego dwóch dziełach miały istotny wpływ na końcową fazę stylu Ludwika XIV, która zapowiadała nadejście stylu regencji.

## Dzieła
- Galeria Apollina w Luwrze w Paryżu.
- pałac Mailly-Nesles, róg ulicy de Beaune i Quai Voltaire w Paryżu.

## Uczniowie i kontynuatorzy
- Claude Audran III
- Jean Bérain syn